# Sulo Vaattovaara
Sulo Vaattovaara (* 18. Juli 1962 in Torshälla) ist ein schwedischer ehemaliger Fußballspieler. Der Abwehrspieler, der an den Olympischen Sommerspielen 1988 teilnahm, begann im Anschluss an seine aktive Laufbahn eine Trainerkarriere.

## Werdegang
Vaattovaara entstammt der Jugend des Torshälla-Nyby IS. Als Nachwuchsspieler debütierte er Anfang der 1980er Jahre im unterklassigen Ligabereich für Gällivare SK. Anfang 1983 schloss er sich dem Stockholmer Klub Hammarby IF an, bei dem er an der Seite von Sten-Ove Ramberg, Peter Gerhardsson, Michael Andersson und Thomas Dennerby in der Allsvenskan debütierte. Mit der Mannschaft scheiterte er in seinem ersten Jahr im Viertelfinale der Meisterschaftsendrunde. In der Spielzeit 1984 führte sie Trainer Bengt Persson auf den vierten Tabellenrang der regulären Spielzeit. Nachdem anschließend gegen Kalmar FF der Halbfinaleinzug in der Meisterschaft gelungen war, setzte sich dort IFK Norrköping nach zwei 0:0-Unentschieden im Elfmeterschießen durch. In den folgenden Jahren blieb er Stammspieler, rutschte jedoch mit dem Klub ins Mittelfeld der Tabelle ab und verpasste erneute Endrundenteilnahmen. Durch seine guten Leistungen machte er Benny Lennartsson auf sich aufmerksam, der ihn 1987 in die schwedische Olympiaauswahl berief. Im Januar 1988 kam er zudem im Rahmen eines Vier-Länder-Turnieres zu seinem Länderspieldebüt für die A-Nationalmannschaft, als er beim 4:1-Erfolg über die DDR-Auswahl an der Seite der weiteren Debütanten Lars Eriksson, Stefan Rehn, Hans Eklund, Dennis Schiller und Hans Eskilsson auflief.
Vor Beginn der Spielzeit 1988 wechselte Vaattovaara innerhalb der Allsvenskan zum IFK Norrköping. Bei seinem neuen Klub etablierte er sich auf Anhieb in der Abwehrreihe und avancierte zum Dauerbrenner, der in den folgenden Jahren kaum ein Spiel verpasste. Im Sommer des Jahres gehörte er zum schwedischen Aufgebot für den Fußballwettbewerb der Olympischen Spiele. In der Mannschaft um Jonas Thern, Roland Nilsson, Sven Andersson und Göran Arnberg war er lediglich Ergänzungsspieler und kam nur zu einem Spieleinsatz. An der Seite von Göran Holter, Peter Lönn und Jan Hellström gestaltete er das Jahr dennoch erfolgreich, im Landespokal gewann die Mannschaft das Endspiel gegen Örebro SK. Dem Pokalsieg folgte in der anschließenden Saison ein weiterer Titel. Nachdem er in allen 22 Spielen der regulären Spielzeit zum Erreichen der Meisterschaftsendrunde als Tabellenzweiter beigetragen hatte, führte Vaattovaara den Klub ins Meisterschaftsendspiel gegen Malmö FF. Nach jeweils einem Sieg fiel die Entscheidung in einer dritten Begegnung, die der Klub aus Norrköping im Elfmeterschießen für sich entschied.
Vaattovaara kehrte 1990 in den Kreis der Nationalmannschaft zurück. Nachdem er im Februar des Jahres seinen zweiten Länderspieleinsatz absolviert hatte, verpasste er die Teilnahme an der Weltmeisterschaft 1990. Erst im Herbst lief er erneut für die Auswahl auf. Parallel erreichte er mit seinem Verein erneut das Meisterschaftsendspiel, dieses Mal setzte sich jedoch der IFK Göteborg durch. Nach einer Reform des Ligasystems verpasste er mit dem Klub in der Spielzeit 1991 nur knapp das Double. Zwar gewann er mit dem Klub im Sommer erneut den Landespokal, in der Meisterschaft reichte es nur zum zweiten Platz hinter Titelverteidiger IFK Göteborg. Nach zwei weiteren Vizemeisterschaften rutschte er mit dem Klub in der Mitte des Jahrzehnts in der Tabelle ab, in der Spielzeit 1995 rettete sich der Klub erst in den Relegationsspielen vor dem Abstieg in die Zweitklassigkeit. Zwei Jahre später verließ er den Klub und ließ seine Karriere als spielender Assistenztrainer beim Lokalrivalen IF Sylvia ausklingen. Mit dem Klub qualifizierte er sich 1999 für die neu geschaffene Superettan, beendete jedoch seine aktive Laufbahn.
2000 übernahm Vaattovaara beim Drittligisten Sandvikens IF das Traineramt. Mit der Mannschaft stand er in den folgenden Jahren jeweils im Abstiegskampf und wurde nach dem Abstieg 2002 entlassen. Anschließend arbeitete er zunächst bei Hagaströms SK, ehe er als Nachwuchstrainer zu seiner langjährigen Spielstation IFK Norrköping zurückkehrte. Im Sommer 2005 rückte er nach der Entlassung von Stefan Hellberg gemeinsam mit Tony Martinsson zum Interimstrainer bis zum Ende der Zweitligaspielzeit auf. Anschließend war er parallel als Jugend- und Assistenztrainer für den Verein tätig.
2009 übernahm Vaattovaara einen Trainerposten beim Svenska Fotbollförbundet und gehörte dem Trainerteam von Hans Lindbom an. Im Sommer des Jahres verließ er IFK Norrköping und übernahm den Trainerposten bei IF Sylvia. Obwohl er mit der Mannschaft den Klassenerhalt in der Division 1 bewerkstelligte, kündigte er am Jahresende seinen Abschied an. Er kehrte als Nachwuchstrainer zum IFK Norrköping zurück.